# むずむず脚症候群
むずむず脚症候群（むずむずあししょうこうぐん、英: restless legs syndrome、RLS）は、身体末端の不快感や痛みによって特徴づけられた慢性的な病態である。レストレスレッグス症候群（レストレスレッグスしょうこうぐん）、下肢静止不能症候群（かしせいしふのうしょうこうぐん）ともいう。現在は周期性四肢運動障害(PLMD)と表裏一体の関係にあるとされている。

## 病名
むずむず脚症候群は、ヨーロッパでは17世紀からこれに相当する病気の報告がある。日本では世界で最初に睡眠学会が創設され、周期性四肢運動障害との関係や不眠症との関係が積極的に議論されてきた。日本睡眠学会は世界の睡眠学会で最大の会員数を誇ることもあって、日本の医師の間ではとても有名であったが、欧米、とくに米国ではほとんど無視されてきた。しかし1960年に米国のエクボン博士が、エクボン症候群（英: Ekbom syndrome）と命名し、米国でも認知されるようになった。現在でも米国ではむずむず脚症候群では通じず、エクボン症候群とよばれている。現在では欧米でも日本並みに広く知られる神経疾患となった。患者が脚を動かさずにはいられない状況から、「下肢静止不能症候群」とも呼ばれる。この項では、以下RLSと記載する。

## 症状と特徴
自覚症状として、じっとした姿勢や横になったりしていると主に下肢の部分に（患者によっては、脚のみならず腰から背中やまた腕や手など全身にまで現れる）「むずむずする」・「じっとしていられない」・「痒い」だけでなく、「ピンでなぞられているような」・「針で刺すような」・「火照るような」・「蟻やミミズなどの虫が這っているような」などの異様な感覚が現われ時には「振動」のような感覚まで感じたりする場合もある。また「激しい痛み」を感じるなどさまざま。この苦しさは「脚の中に手を突っ込んでかき回したいぐらい苦しい」と表現する患者もいて、この症状の辛さを表している。
このむずむずとした不快感や痛みなどの不快な異常感覚・身体症状が下肢や腰・背中・腕などに出現するため、患者はこれを抑えるため常に脚を動かしたり身体をさすらなければならない状況に追い立てられる。
3分の1の患者では週に2回以上、中等症から重症の症状が起こる。特に夕方から夜間にかけて症状が増強するという特徴（勿論、日中でも症状は出現する）がある患者が多く、入眠障害・熟睡障害や中途覚醒のような睡眠障害の要因となり、また日常の座ったままやじっとした姿勢の活動を阻害されるため放置していると日常生活に大きな影響を及ぼす。この結果、副次的症状として昼間の疲労感を引き起こす。
実際、患者は昼夜にわたり生活の質（QOL）に悪影響を及ぼす様々な症状に苛まれている。回復が長引けば全身の「慢性疼痛」の症状がでてくる。
症状が悪化すると睡眠障害と過度のストレスから「うつ病」を招いてしまうため、睡眠障害を専門とする精神科医や神経内科医、睡眠外来などの受診が推奨される。

## 原因
正確な原因はまだ解明されておらず、
1. 神経伝達物質であるドーパミンの機能低下
2. 中枢神経における鉄分の不足による代謝の異常
3. 脊髄や末梢神経の異常
4. 遺伝的な要素

などが考えられている。脳内での鉄分の欠乏や、ドーパミンの合成異常がかかわっているという仮説が有力である。つまり、人間の神経で情報の受け渡しを行うドーパミンという神経伝達物質は鉄分が不足すると分泌量が減り、情報を正しく伝えることができなくなってしまいすべて脳への情報が誤って伝えられる為、身体の感覚に異常を感じるとされている。
周期性四肢運動障害とRLSは密接な関係があることが昔から議論されており、現在は同じ原因、同じ疾患カテゴリーに属すると考えられている。

## 発症
どのような場合に発症するのかも未だ明確にはなっていないが、発症しやすいケースは複数存在する。なお、精神的ストレスは病状の強弱と関連がある。
- 鉄欠乏性貧血
- 腎不全で人工透析を受けている（3人に1人の高率で現れる[3]）
- パーキンソン病
- 胃切除後の下肢静脈血栓
- 妊娠 （5人に1人の高率で現れる[4]）
- 慢性呼吸不全
- 心不全
- 糖尿病
- 甲状腺機能低下症
- 尿毒症
- 痛風
- 結核、肝炎、肺炎などの感染症
- 関節リウマチ
- 線維筋痛症の随伴症状（この場合、全身にRLS症状が出るもよう）
- 遺伝性（むずむず脚症候群は同じ家系の人にみられることが多く[5]、関連する遺伝子は特定されている。また、この場合ほとんど40歳までに発症する[6]）
- 抗うつ薬や抗精神病薬を服用している
- 血中フェリチン濃度が50ng/mL以下

## 診断
『睡眠障害国際分類第2版』（ICSD）に従えば、むずむず脚症候群の診断基準Eでは、他の現行の病気や、薬物使用などで説明できないということを満たしている必要がある。ドーパミン受容体を遮断する抗精神病薬による、薬物または物質による睡眠関連運動障害は、遅発性ジスキネジアやアカシジア（静座不能）が原因となる。
国際レストレスレッグス症候群研究グループ(IRLSSG)診断基準2014改訂版では5つの必須診断基準として
1. 脚を動かしたいという強い欲求が常にではないものの通常不快な下肢の異常感覚に伴って、あるは異常感覚が原因と感じて起こる。
2. その強い欲求および異常感覚が、安静にして、静かに横になったり座ったりしている状態で始まる、あるいは増悪する。
3. その強い欲求および異常感覚は運動によって改善する。
4. 安静時におけるその強い欲求および異常感覚が日中より夕方・夜間に増悪する。
5. これらの特徴を持つ症状が、他の疾患・習慣的行動で説明できない。（筋肉痛、静脈鬱血、下肢浮腫、関節炎、腓返り、特定の体位における不快感、フットタッピングなど類似疾患を鑑別除外）

と、診断を補助する4つの特徴として
1. 睡眠中あるいは安静時の周期性四肢運動の合併
2. ドパミン受容体作動薬（ドパミンアゴニスト）が不快感の軽減に効果をもつ
3. レストレスレッグス症候群の家族歴がある
4. 日中の強い眠気がある

を挙げている。

## 鑑別診断
Restless legs症候群と鑑別を要する疾患(RLS mimics)として
- 運動中枢症候群
- 夜間下肢痙攣
- 体位への不快感
- 痛む脚と動く趾症候群
- 睡眠時ミオクローヌス
- 線維筋痛症
- 低血圧アカシジア
- 感覚障害
- 多発性神経障害
- 下肢の血管疾患（跛行・静脈鬱血）
- カウザルギー・ジストニア症候群
- 感情障害

などが挙げられる。

## 治療

### 日常のケア
日常のケア治療
- カフェイン・アルコール・過度の喫煙など嗜好品を避ける。
  - 日常生活で誘発因子になるカフェインやアルコール、過度の喫煙を避けることが第一。
  - 睡眠を浅くする可能性があるカフェインを含む飲料を控えること。飲酒は入眠を誘導するがアルコールが分解される過程で喉が渇き交感神経が刺激され、却って睡眠が浅くなるので、飲酒を控えることも効果があるとされている。

- 休薬
  - 原因薬物がある場合は中止する。
  - ドパミン遮断薬、神経遮断薬、制吐薬（メトクロプラミドなど）、抗うつ薬、とくに四環系抗うつ薬や選択的セロトニン再取り込み阻害薬（SSRI）、中枢作動性抗ヒスタミン薬など

- 脚のマッサージ
  - 就寝前に脚をストレッチやマッサージを行い、筋肉のこわばりを取ると改善されることもある。
  - LEG CROSS運動（仰向けになり、足を交差させ、絞り込むように筋肉に力を入れる）、または股関節の筋肉のストレッチを意識しながらラジオ体操を行うと改善されることもある。

- 鉄分の補給
  - 特に妊娠中は鉄剤の補給や、鉄分の多い食物を摂り、さらに鉄分が吸収しやすくなる栄養素も摂るようにする。
  - 鉄欠乏性貧血において自己診断での鉄剤の服用は避けること。鉄欠乏状態でない場合の鉄剤の服用は副作用がある。

日常のケアで改善されない場合
- 基本的にドーパミン機能の促進剤、あるいは抗てんかん薬の一種のクロナゼパムをごく少量使用（治療薬の節参照）。
- 針灸・漢方薬による治療にて新陳代謝を促し、ドーパミン等の脳内ホルモンの分泌を正常化しRLSの症状が軽減され改善していくこともある。信頼のおける漢方医・鍼灸師に相談してみること。
- 一部のサプリメントや一部のハーブも効果がある可能性があるが、まだ確証は得られていない。

問題点
この疾患の一番の問題点は身体所見・検査に異常が認められず、RLSと診断できずに、無駄な投薬治療と時間を費やすことがあることである。ドクターショッピングすることも、まれではない。発症の項目で記載したように抗うつ薬や抗精神病薬を投与することにより、却ってRLSの症状が悪化することが多い。RLSの専門医に相談することが望まれる。

### 治療薬
RLSの異常感覚は、薬物治療で軽快する場合が多い。とりわけドーパミン神経の機能を高める薬である「L-DOPA製剤」や「ドーパミン受容体刺激薬」がRLSによい効果があることは、これまでの研究や臨床経験から知られている。
米国では、ドパミン受容体作動薬（プラミペキソール、ロピニロール、ロチゴチン）とCaチャネルα2δリガンド（ガバペンチン エナカルビル）がむずむず足症候群を適応症として米食品医薬品局の承認を受けている。欧米では中等度以上の症例には、パーキンソン病の治療にも使われるドーパミン受容体作動薬を第一に使う。
日本で処方する際は、ドパミン作動薬での治療を基本とし、効果が不十分な場合は、GABA誘導体への切り換えもしくはドパミン作動薬への追加投与を考慮する。
- ドパミン作動薬 - プラミペキソール塩酸塩水和物製剤[13]、ロチゴチン貼付剤[14]
  - パーキンソン病治療薬「プラミペキソール」(ビ・シフロール)のRLSへの適用は、欧州（EU）では2006年4月に中等症から重症のRLSを適応症として効能追加の承認を受けさらに米国（食品医薬品局（FDA））では、2006年11月10日に軽症から中等症のRLSの追加適応承認を受けた。国内では、2010年1月、プラミペキソールのRLSへの保険適用が承認された[15]。
- GABA誘導体 - ガバペンチン エナカルビル[16]

保険適用外で有効な薬剤として、クロナゼパム（リボトリール錠）、ガバペンチン（ガバペン錠）がある。
抗痙攣薬（クロナゼパム・バルプロ酸など）も効果が見られる。RLSを疑わせる症状があり、さらに血中フェリチン濃度が50ng/mL以下の時には、鉄剤の処方により症状が改善することが多い。
この疾患に睡眠薬（サイレース）や抗うつ薬を処方されると、むずむず感が解消されないまま眠気だけがどんどん増し、却ってRLSの症状を悪化させる可能性がある。

## 推定患者数
- 日本国内の患者数は、推定で人口の3～4%
- 40歳以上の中高年、特に女性に多い(男女比2:3)
- 症状が進むと、不安や抑うつなどの精神障害を合併することがある。
- RLSという疾病に対する認知度の低さからもっと多くの患者が潜在しているとも考えられ、この顕在・潜在患者を含めると約500万人近く存在するとも推測される。
- 不眠症患者の10人に1人の割合で、RLSの人がいるといわれている。

## 社会的認知度
日本の医師の間では非常に有名な疾患であった。海外では米国のエクボン症候群の名前が用いられるが、そもそもこの疾患は日本睡眠学会を中心に周期性四肢運動障害及び前駆症状として、日本の大阪大学の杉田義郎教授らが中心となって研究を続けてきた症候群だからである。日本睡眠学会の会員が多いことも医師の間でこの疾患が有名な一因であろう。ただし、「むずむず脚病」はややマスコミ用語で、もともとは周期性四肢運動障害前駆症状群もしくはレストレス・レッグス症候群と呼ばれていた疾患である。
しかし、マスコミが報道しないと一般の人の間ではRLSがあまり知られない。ひどい不眠に長年苦しんでいる患者がいても適切な治療を受けていないケースがほとんどであるといわれている。20年前の時点で睡眠時無呼吸症候群を知っている人はほとんどいなかった。現在RLSが置かれている状況はまさに20年前の睡眠時無呼吸症候群と同じ状況である。
RLSは入眠障害や中途覚醒といった睡眠障害の要因となっており、これがきっかけで患者が受診し診断と治療を受けるのが一般的である。RLSは入眠障害の要因となっているだけでなく患者は昼夜にわたり生活の質（QOL）に悪影響を及ぼす様々な症状を起こす可能性がある。
睡眠障害を主訴とする患者がまず受診するのは内科、精神科、心療内科などである。
名称から症状自体は脚だけに発生すると思われがちだが、病気の本体は下肢ではなく中枢神経系にあると考えられている。従って、人によっては下肢だけではなく腰から背中や腕や手など全身にまでむずむずした不快な症状を感じる人も少なくない。全身に症状がある患者の場合、脚だけの症状ではないのでRLSではないと判断するのはむずかしい。
この病気は人工透析患者、妊婦、若い女性にも多い。RLSのために夜眠れないと 交感神経が刺激されるリスクがある。交感神経が刺激されると基礎代謝が上昇しやせる。